# La ricerca della felicità
La ricerca della felicità (The Pursuit of Happyness) è un film del 2006 diretto da Gabriele Muccino. Gli interpreti principali sono Will Smith, Jaden Smith e Thandie Newton.
È ispirato alla vita di Chris Gardner, imprenditore milionario, che visse giorni di intensa povertà, con un figlio a carico e senza una casa dove poterlo crescere.
Il titolo fa riferimento alla dichiarazione di indipendenza degli Stati Uniti d'America, come scritta da Thomas Jefferson (1743–1826), dove sono elencati i diritti inalienabili dell'uomo: la tutela della vita, della libertà e la ricerca della felicità.
L'errore di ortografia nel titolo originale del film, The Pursuit of Happyness, con la "y" al posto della "i" in happiness, è tratto da un graffito che appare di fianco all'entrata della scuola frequentata dal piccolo Christopher.
Il vero Chris Gardner appare nella scena finale del film, in un cameo, mentre attraversa la strada in giacca e cravatta, incrociando lo sguardo con Will Smith.

## Trama
Nel 1981 a San Francisco, Chris Gardner cerca di sbarcare il lunario vendendo una partita di scanner per rilevare la densità ossea, acquistata con i risparmi di una vita. Le vendite tuttavia scarseggiano: molti medici e ospedali ritengono il macchinario eccessivamente costoso e, tutto sommato, inutile. La situazione economica si fa sempre più disperata per Chris e la sua famiglia, composta dalla compagna Linda e dal figlio Christopher.
Un giorno Chris vede un broker arrivare al posto di lavoro con la sua Ferrari e gli chiede a bruciapelo, ironicamente: "Due domande: che lavoro fa, e come si fa?". Decide quindi di provare a diventare anche lui broker per la stessa azienda, la Dean Witter.
La compagna, esasperata dalle promesse non mantenute dal marito e delle condizioni di vita a cui sono arrivati, soprattutto, stanca di sentir parlare il marito di progetti irrealizzabili, lo lascia  e si trasferisce a New York.
Chris entra come stagista alla Dean Witter e per essere assunto deve prima studiare e lavorare molto: deve affrontare un corso non pagato della durata di sei mesi, alla fine del quale solo un aspirante broker dei venti partecipanti verrà assunto. Compito degli stagisti è contattare quanti più clienti possibile e "chiudere" il maggior numero di contratti.
Chris viene buttato fuori da casa perché non è più in grado di fornire i soldi al proprietario; allo stesso modo, gli viene confiscata l'automobile per una serie di multe non pagate. Si trasferisce in un motel poco costoso, ma il proprietario dopo settimane di inutili richieste di pagamento gli farà trovare la serratura cambiata e i suoi averi fuori dalla porta. Chris non si perde d'animo, continua imperterrito a cercare ogni giorno assieme a Christopher i soldi per mangiare e dormire, passando molte notti nei dormitori per senzatetto e addirittura nel bagno della metropolitana.
Si divide tra la vendita degli ultimi scanner rimasti, il lavoro in azienda e l'occupazione del figlio, che crede fermamente in lui nonostante la situazione complicata. Alla fine del corso semestrale, gli è comunicato che è proprio lui il candidato scelto per l'assunzione. La sua gioia sarà incontenibile e potrà tornare ad avere una casa e una vita dignitosa.

## Produzione
Il regista Gabriele Muccino fu scelto da Will Smith, produttore del film, dopo aver visto L'ultimo bacio, segnalatogli dalla collega Eva Mendes sul set di Hitch.

## Accoglienza
Il film ha riscosso un notevole successo negli USA, dove ha incassato 162 milioni di dollari. In Italia ha incassato 15,5 milioni di euro e un totale di circa 307 milioni di dollari in tutto il mondo.

## Premi e riconoscimenti
- 2007 - Premio Oscar
  - Nomination Miglior attore protagonista a Will Smith
- 2007 - David di Donatello
  - Nomination Miglior film straniero a Gabriele Muccino
- 2007 - MTV Movie Awards
  - Miglior performance rivelazione a Jaden Smith
- 2007 - Ciak d'oro: 
  - Miglior film straniero a Gabriele Muccino
- 2007 - Teen Choice Awards
  - Miglior film drammatico